# Malissiana billosa
Malissiana billosa är en insektsart som beskrevs av Victor Antoine Signoret 1860. Malissiana billosa ingår i släktet Malissiana och familjen dvärgstritar. Inga underarter finns listade i Catalogue of Life.